# Коавильтекский язык

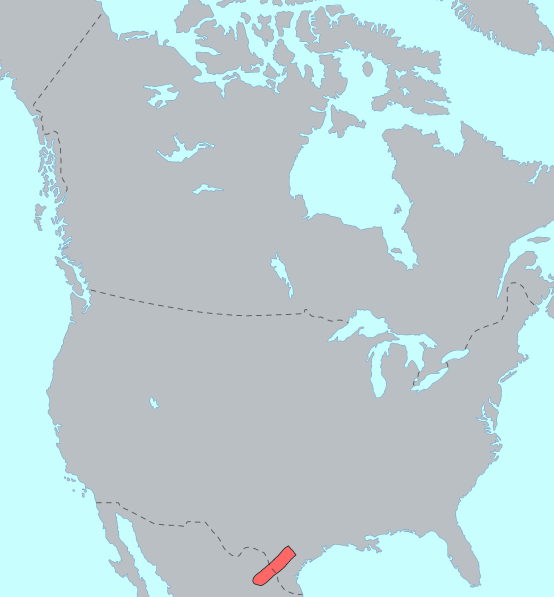
Распространение до прихода европейцев

Коавильтекский язык (коавильтеко или пахалате) — изолированный язык, распространённый ранее на юге Техаса и северо-востоке Мексики среди племени квемов, или коавильтеков. Исчез в середине 20 в.

## «Кинигуа»
При анализе словарей, составленных миссионерами в регионе проживания коавильтеков, Эухенио дель Хойо (1960) и Гурский (1964) выявили ряд слов, которые они идентифицировали как отдельный язык кинигуа (Quinigua). Данная гипотеза не была поддержана другими исследователями.

## Фонология

### Согласные
|             |             | Билабиальные | Интердентальные | Альвеолярные | Постальвеолярные | Палатальные | Велярные | Велярные | Глоттальные |
| обычные     | лабиальные  | Билабиальные | Интердентальные | Альвеолярные | Постальвеолярные | Палатальные |          |          | Глоттальные |
| ----------- | ----------- | ------------ | --------------- | ------------ | ---------------- | ----------- | -------- | -------- | ----------- |
| Назальные   | Назальные   | m            |                 | n            |                  |             |          |          |             |
| Плозивные   | обычные     | p            |                 | t            |                  |             | k        | kʷ       |             |
| Плозивные   | Эжективные  | p’           |                 | t’           |                  |             | k’       | k’ʷ      | (ʔ)         |
| Аффрикаты   | обычные     |              |                 | ts           | tʃ               |             |          |          |             |
| Аффрикаты   | эжективные  |              |                 | ts’          | tʃ’              |             |          |          |             |
| Фрикативные | Фрикативные |              | (θ)             | s            | ʃ                |             | x        | xʷ       | h           |
| Щелевые     | обычные     |              |                 | l            |                  | j           |          | w        |             |
| Щелевые     | эжективные  |              |                 | l’           |                  |             |          |          |             |

### Гласные
|                  | Передний ряд | Средний ряд | Задний ряд |
| ---------------- | ------------ | ----------- | ---------- |
| Закрытые гласные | i / iː       |             | u / uː     |
| Средние гласные  | e / eː       |             | o / oː     |
| Открытые гласные |              | a / aː      |            |

В коавильтекском языке различались долгие и краткие гласные.